# Podul rutier de la Ungheni
Podul rutier de la Ungheni este în prezent un viitor pod care urmează să conecteze România și Republica Moldova, urmând să fie edificat peste râul Prut în zona Ungheni, pentru a completa Autostrada A8 spre Republica Moldova. Structura respectivă va fi inclusă în rețeaua transeuropeană de transport.

## Istoric
Înainte de Al Doilea Război Mondial, 27 de poduri au legat malurile Prutului între teritorile care astăzi aparțin Republicii Moldova și României.
În anii 1930 a existat în zonă un pod pietonal din fier, construit de autoritățile române. Acesta a fost distrus de aviația militară rusă în 1944.

## Caracteristici constructive
Soluția aleasă este aceea a două poduri paralele, fiecare pentru un sens de circulație. Lucrarea de artă va avea schema statică de grindă continuă cu trei deschideri de 70,00 m + 100,00 m + 70,00 m și lungimea totală de 261,20 m. Tablierele urmează să fie mixte, din oțel-beton, iar grinda cu înălțime variabilă.
Fiecare dintre podurile aferente unui sens de circulație vor avea partea carosabilă de 8,00 m destinată pentru două benzi de circulație, precum și un trotuar de 2,05 m lățime destinat pietonilor și separat de partea carosabilă printr-un parapet de siguranță, metalic.

## Finanțare
Structura efectivă a podului urmează să fie cofinanțată în proporție de 50 % de către România și 50 % prin intermediul proiectului privind mobilitatea militară al Uniunii Europene, Republica Moldova urmând să finanțeze căile de acces către pod [de partea sa]. Ministerul Transporturilor din România va finanța, la rândul său, parcarea și accesul către pod din zona localității Ungheni din județul Iași.